# Pseudagrion coeleste
Pseudagrion coeleste är en trollsländeart. Pseudagrion coeleste ingår i släktet Pseudagrion och familjen dammflicksländor.

## Underarter
Arten delas in i följande underarter:
- P. c. coeleste
- P. c. samfyae